# 瀘水市
瀘水市（ろすい-し）は中華人民共和国雲南省怒江リス族自治州に位置する県級市。中華人民共和国が公認する56の民族の中で21番目の人口を持つ少数民族のリス族が暮らす行政区画の一つ。国家級貧困県に指定されている。

## 地理
中国西南部を横断する山脈の一つである雲嶺が位置する。この山脈は、横断山脈に属する山脈の中でも最も幅が広く、最も面積が広く分布している山脈である。世界遺産三江併流の構成資産に含まれている。本自治州内にはサルウィン川（怒江）が流れている。北部は、同州の福貢県と接し、南東部は、大理ペー族自治州・雲竜県と接し、南西部は保山市・騰衝市と接し、西部は、ミャンマー・カチン州・ミッチーナー県と国境を接している。

## 歴史
- 1954年4月6日 - 雲南省保山専区瀘水県が怒江リス族自治区に移管。
- 1956年4月29日 - 怒江リス族自治区が怒江リス族自治州に改称。

- 1986年9月24日 - 碧江県の一部を編入。
- 2016年6月16日 - 瀘水県が市制施行し、瀘水市となる。

## 行政区画
下部に2街道、5鎮、2郷、1民族郷を管轄する。
- 街道
  - 六庫街道、大練地街道
- 鎮
  - 魯掌鎮、片馬鎮、上江鎮、老窩鎮、大興地鎮
- 郷
  - 称桿郷、古登郷
- 民族郷
  - 洛本卓ペー族郷

## 交通

### 空港
- 怒江六庫空港（中国語版）（2023年開港予定）

### 道路
- 高速道路

- 国道
  -  G357国道（中国語版）

- 省道
- 237省道

## 健康・医療・衛生
- 瀘水市第一人民医院
- 瀘水市第二人民医院
- 瀘水市衛生防疫站